# Klub Transcendentalistów

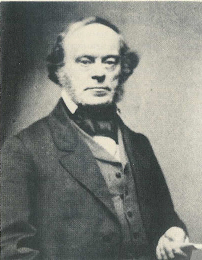
Frederic Henry Hedge

Klub Transcendentalistów – grupa autorów, filozofów, działaczy społeczno-politycznych, działająca w Nowej Anglii w latach 30. i 40. XIX w. Czołowymi postaciami byli Frederic Henry Hedge i Ralph Waldo Emerson. Klub wydawał własne pismo The Dial pod redakcją Margaret Fuller. Z jego działalności zrodził się później amerykański transcendentalizm.

## Historia
Klub został zawiązany przez  Frederica Henry'ego Hedge'a, Ralpha Waldo Emersona, George'a Ripleya i George'a Putnama, 8 września 1836 podczas spotkania w Cambridge. Pierwsze oficjalne zebranie odbyło się 11 dni później w domu Rilpeya w Bostonie. Oprócz założycieli, do klubu wstąpili: Amos Bronson Alcott, Orestes Brownson, Theodore Parker, Henry David Thoreau, William Henry Channing, James Freeman Clarke, Christopher Pearse Cranch, Convers Francis, Sylvester Judd i Jones Very. Do klubu należały również kobiety: Sophia Ripley, Margaret Fuller, Elizabeth Peabody, Ellen Sturgis Hooper, i Caroline Sturgis Tappan. Jak w późniejszym okresie stwierdził Hedge, klub nie był mocno sformalizowany, były to raczej okazjonalne spotkania podobnie myślących kobiet i mężczyzn.
Członków klubu łączyły szeroko pojęte liberalne poglądy, pomiędzy nimi istniała jednocześnie duża różnorodność opinii i doświadczeń. Reprezentowane w klubie poglądy były krytyczne wobec stanu kultury, społeczeństwa i życia intelektualnego i religijnego Ameryki. Za manifest grupy uznaje się esej Emersona Natura. Z klubu tego wywodzi się transcendentalizm, nurt filozofii amerykańskiej, do którego przedstawicieli zalicza się przede wszystkim Emersona, Thoureau i Fuller.  
Początkowo, klub nazywał się Klubem Hedge'a (Hedge's Club), ponieważ jego spotkania odbywały, gdy Hedge przyjeżdżał ze swojego domu w Bangor. Nazwa Klub transcedentalistów nadana została przez osoby nie należące do niego i początkowo traktowano ją jako określenie pejoratywne. Po raz pierwszy użyto jej w styczniu 1837 podczas recenzji Natury Emersona. 

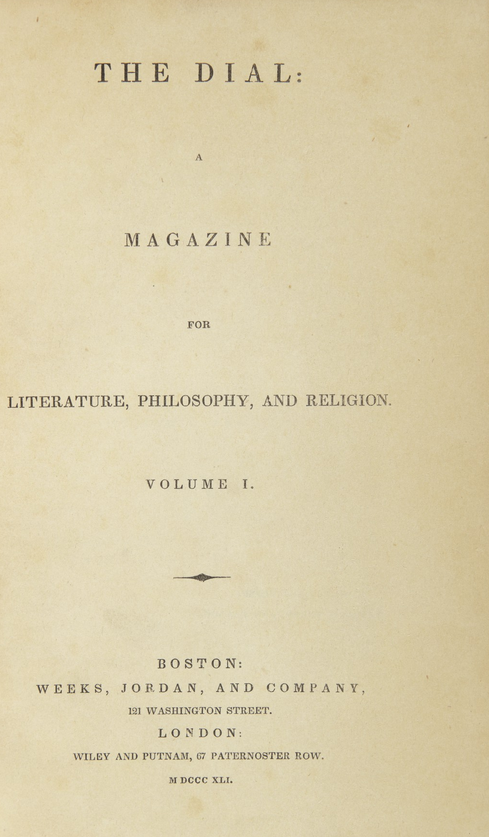
Pierwszy numer The Dial (1840)

Transcendentaliści byli początkowo mocno krytykowani. Odmawiano publikacji ich utworów w znanych czasopismach (takich jak North American Review czy Christian Examiner). Czytelników ostrzegano przed lekturą ich tekstów, które miały być niezgodne z chrześcijaństwem. Jeden z wczesnych recenzentów stwierdzał, że wiersze Emersona „nie są świętymi pieśniami, lecz są hymnami do diabła. Nie Boga, lecz Szatana chwalą, a czerpać z nich radość mogą tylko czciciele diabła.”.
Z tego powodu, w październiku 1839, członkowie Klubu Transcendentalistów postanowili założyć własne czasopismo. Brownson uważał, że mogą przekształcić w tym celu Boston Quarterly Review, lecz pozostali członkowie Klubu obstawali przy własnym tytule. Pojawiły się jednak problemy ze znalezieniem redaktora. Hedge, Parker i Emerson odmówili podjęcia się tego zadania. Zarządzaniem pismem zajął się Ripley, natomiast redaktorem naczelnym została Fuller. Przyjęła stanowisko 20 października 1839, pracę nad publikacją zaczęła w pierwszym tygodniu 1840.
Pismo nazwano The Dial, pierwszy numer ukazał się w lipcu 1840. Emerson, w artykule wstępnym określił je jako „pismo w nowym duchu” (Journal in a new spirit). Pismo nie miało zagwarantowanej stabilności finansowej. W 1843 subskrybowało je ok. 200 czytelników, a wpływy ze sprzedaży nie pokrywały kosztów wydawniczych. Ostatni numer ukazał się w kwietniu 1844.
Po wrześniu 1840 Klub Transcendetalistów prawdopodobnie nie organizował oficjalnych spotkań. Jego członkowie spotykali się jednak nadal towarzysko, podczas swoich wykładów. Wymieniali też korespondencję.